# Gran Premio di superbike di Hockenheim 1996
Il Gran Premio di Superbike di Hockenheim 1996 è stata la terza prova su dodici del Campionato mondiale Superbike 1996, è stato disputato il 12 maggio sull'Hockenheimring e ha visto la vittoria di Aaron Slight in gara 1, mentre la gara 2 è stata vinta da Carl Fogarty.

## Risultati

### Gara 1

#### Arrivati al traguardo[3]
| Pos. | Nº | Pilota               | Motocicletta | Tempo     | Griglia | Punti |
| ---- | -- | -------------------- | ------------ | --------- | ------- | ----- |
| 1º   | 3  | Aaron Slight         | Honda        | 28:25.330 | 3º      | 25    |
| 2º   | 11 | John Kocinski        | Ducati       | +0:04.940 | 4º      | 20    |
| 3º   | 45 | Colin Edwards        | Yamaha       | +0:16.580 | 6º      | 16    |
| 4º   | 6  | Simon Crafar         | Kawasaki     | +0:16.810 | 5º      | 13    |
| 5º   | 1  | Carl Fogarty         | Honda        | +0:28.230 | 7º      | 11    |
| 6º   | 4  | Anthony Gobert       | Kawasaki     | +0:28.470 | 8º      | 10    |
| 7º   | 16 | Paolo Casoli         | Ducati       | +0:28.710 | 9º      | 9     |
| 8º   | 32 | Christer Lindholm    | Ducati       | +0:28.940 | 12º     | 8     |
| 9º   | 14 | Jochen Schmid        | Kawasaki     | +0:37.330 | 15º     | 7     |
| 10º  | 36 | Kirk McCarthy        | Suzuki       | +0:37.570 | 10º     | 6     |
| 11º  | 35 | Roger Kellenberger   | Honda        | +0:37.900 | 14º     | 5     |
| 12º  | 8  | Piergiorgio Bontempi | Kawasaki     | +0:51.480 | 21º     | 4     |
| 13º  | 13 | Andreas Meklau       | Ducati       | +0:53.920 | 18º     | 3     |
| 14º  | 19 | Stéphane Chambon     | Ducati       | +1:02.250 | 22º     | 2     |
| 15º  | 41 | Michaël Paquay       | Ducati       | +1:02.540 | 20º     | 1     |
| 16º  | 47 | Florian Ferracci     | Ducati       | +1:03.390 | 28º     |       |
| 17º  | 33 | Udo Mark             | Yamaha       | +1:08.720 | 17º     |       |
| 18º  | 44 | Eustáquio Gavira     | Honda        | +1:08.940 | 26º     |       |
| 19º  | 18 | Igor Jerman          | Kawasaki     | +1:10.610 | 19º     |       |
| 20º  | 40 | Andreas Hofmann      | Suzuki       | +1:14.490 | 25º     |       |
| 21º  | 30 | Bruno Cirafici       | Suzuki       | +1:24.400 | 29º     |       |
| 22º  | 31 | Ioannis Boustas      | Ducati       | +1:49.340 | 33º     |       |
| 23º  | 29 | Ferdinando Di Maso   | Ducati       | +1 giro   | 30º     |       |

#### Ritirati
| Nº | Pilota              | Motocicletta | Giri     | Griglia |
| -- | ------------------- | ------------ | -------- | ------- |
| 7  | Pierfrancesco Chili | Ducati       | +1 giro  | 1º      |
| 2  | Troy Corser         | Ducati       | +2 giri  | 2º      |
| 67 | Mike Hale           | Ducati       | +2 giri  | 13º     |
| 24 | Anders Rasmussen    | Yamaha       | +3 giri  | 34º     |
| 34 | Anton Gruschka      | Yamaha       | +10 giri | 31º     |
| 39 | Robert Phillis      | Kawasaki     | +14 giri | 23º     |

### Gara 2

#### Arrivati al traguardo[4]
| Pos. | Nº | Pilota               | Motocicletta | Tempo     | Griglia | Punti |
| ---- | -- | -------------------- | ------------ | --------- | ------- | ----- |
| 1º   | 1  | Carl Fogarty         | Honda        | 28:43.770 | 7º      | 25    |
| 2º   | 3  | Aaron Slight         | Honda        | +0:00.300 | 3º      | 20    |
| 3º   | 11 | John Kocinski        | Ducati       | +0:00.550 | 4º      | 16    |
| 4º   | 6  | Simon Crafar         | Kawasaki     | +0:01.410 | 5º      | 13    |
| 5º   | 45 | Colin Edwards        | Yamaha       | +0:14.790 | 6º      | 11    |
| 6º   | 16 | Paolo Casoli         | Ducati       | +0:18.080 | 9º      | 10    |
| 7º   | 32 | Christer Lindholm    | Ducati       | +0:26.980 | 12º     | 9     |
| 8º   | 67 | Mike Hale            | Ducati       | +0:27.340 | 13º     | 8     |
| 9º   | 36 | Kirk McCarthy        | Suzuki       | +0:27.590 | 10º     | 7     |
| 10º  | 35 | Roger Kellenberger   | Honda        | +0:29.630 | 14º     | 6     |
| 11º  | 13 | Andreas Meklau       | Ducati       | +0:34.020 | 18º     | 5     |
| 12º  | 33 | Udo Mark             | Yamaha       | +0:36.060 | 17º     | 4     |
| 13º  | 8  | Piergiorgio Bontempi | Kawasaki     | +0:48.580 | 21º     | 3     |
| 14º  | 39 | Robert Phillis       | Kawasaki     | +0:58.450 | 23º     | 2     |
| 15º  | 29 | Ferdinando Di Maso   | Ducati       | +1:27.290 | 30º     | 1     |
| 16º  | 34 | Anton Gruschka       | Yamaha       | +1:39.310 | 31º     |       |
| 17º  | 31 | Ioannis Boustas      | Ducati       | +1:51.020 | 33º     |       |
| 18º  | 24 | Anders Rasmussen     | Yamaha       | +1:59.330 | 34º     |       |
| 19º  | 19 | Stéphane Chambon     | Ducati       | +1 giro   | 22º     |       |

#### Ritirati
| Nº | Pilota              | Motocicletta | Giri     | Griglia |
| -- | ------------------- | ------------ | -------- | ------- |
| 7  | Pierfrancesco Chili | Ducati       | +3 giri  | 1º      |
| 47 | Florian Ferracci    | Ducati       | +6 giri  | 28º     |
| 2  | Troy Corser         | Ducati       | +9 giri  | 2º      |
| 40 | Andreas Hofmann     | Suzuki       | +9 giri  | 25º     |
| 44 | Eustáquio Gavira    | Honda        | +10 giri | 26º     |
| 30 | Bruno Cirafici      | Suzuki       | +10 giri | 29º     |
| 14 | Jochen Schmid       | Kawasaki     | +11 giri | 15º     |
| 41 | Michaël Paquay      | Ducati       | +11 giri | 20º     |
| 18 | Igor Jerman         | Kawasaki     | +11 giri | 19º     |
| 4  | Anthony Gobert      | Kawasaki     | +12 giri | 8º      |